# Lichte aardslak
De lichte aardslak (Limacus flavus, synoniem Limax flavus) of Gelige aardslak is een slakkensoort uit de familie Limacidae. De wetenschappelijke naam van de soort werd in 1758 gepubliceerd door Carl Linnaeus in de tiende editie van Systema naturae. Oorspronkelijk waarschijnlijk afkomstig uit Zuid-Europa, is de lichte aardslak nu door mensen naar gematigde streken bijna over de hele wereld vervoerd. Vroeger kwam deze soort veel voor in vochtige kelders en werd het als een opslagplaag beschouwd. Intussen is de soort zeldzaam geworden, althans in Centraal-Europa, en staat nu op de Rode Lijst.

## Beschrijving
Volgroeid en uitgerekt bereikt de lichte aardslak een lichaamslengte van 80 tot 100 mm, uitzonderlijk ook tot 120 mm. Het lichaam is bijna rond in dwarsdoorsnede. De kiel is slechts zwak ontwikkeld. Het mantelschild neemt ongeveer een derde van de lichaamslengte in beslag. De basiskleur varieert van vuilgeel tot donkeroranje, maar er zijn ook geelgroene, donkerrode en zelfs donkere kleurvarianten. Vooral jonge dieren zijn vaak groenachtig of relatief donker van kleur. In deze basiskleur verschijnen, afhankelijk van de kleur, lichtere of donkere, veelal langwerpige, onregelmatig gerangschikte vlekken. Er worden echter geen longitudinale banden gevormd. Het vlekkenpatroon verdwijnt geleidelijk aan de zijkanten richting de voetzool.
Het mantelschild heeft dezelfde kleur als het lichaam. Af en toe zijn de randen wat intenser gekleurd. De vlekken zijn vaak ronder en iets dichter. De rimpels zijn fijn en niet erg diep. Ze komen vaak overeen met het vlekkenpatroon. De jongeren zijn vaak uniform gekleurd. Ongeveer 22 plooien kunnen worden geteld op het mantelschild tussen de middellijn en de ademopening. De ademopening bevindt zich duidelijk in de achterste helft van het mantelschild. De voor- en achterranden van het mantelschild zijn afgerond. De zool is altijd monochromatisch geelachtig wit. De kop en antennes zijn donker grijsblauw. Het slijm op het lichaam is geelachtig tot oranje en dun, terwijl het slijm op de zool kleurloos is. Inwendig zit onder het rugschild een rudimentair, schildachtig schelpje van 9 bij 6 mm.

## Verspreiding
Het oorspronkelijke verspreidingsgebied – vermoedelijk in Zuid-Europa – kan vandaag niet meer precies worden bepaald. Tegenwoordig omvat het verspreidingsgebied door menselijke handelingen bijna heel Europa, in het noorden tot Denemarken en Zuid-Zweden. Inmiddels is het door mensen ook meegenomen naar andere delen van de wereld, zoals Noord- en Zuid-Amerika, Japan, Australië en zelfs Madagaskar.

## Habitat
De lichte aardslak wordt sterk geassocieerd met menselijke bewoning en wordt meestal aangetroffen in vochtige ruimtes zoals kelders, keukens en tuinen of onder stenen en houtblokken. Over het algemeen wordt deze soort alleen 's nachts gezien, omdat het een nachtdier is. Zo blijft het vaak onopgemerkt en is men zich er niet van bewust hoe (relatief) algemeen de soort is. In het Middellandse Zeegebied komt de lichte aardslak ook voor in putmuren, vochtige en overwoekerde ruïnes en zelfs buiten. De dieren verschuilen zich daar overdag en in droge perioden in boomholten, onder dood hout of onder schors.

## Voedsel
De gelige aardslak voedt zich aan groenteafval en schimmels.